# معدن نمك (دار خوين)
معدن نمك (بالإنجليزية: Madan Namak, Khuzestan)‏ هي منطقة سكنية تقع في إيران في محافظة خوزستان. يقدر عدد سكانها بـ 13 نسمة .